# Heron Tower
Heron Tower je mrakodrap stojící v londýnské City. Má 3 podzemní a 46 nadzemních podlaží a tyčí se do výšky 230 m. Samotná budova je vysoká 202 metrů a zbytek tvoří 28 m vysoký stožár. K roku 2025 je 5. nejvyšší stavbou ve městě i ve Velké Británii.
Z celkové podlahové plochy, která činí 66 260 m2 je 40 836 m2 čisté kancelářské plochy, tyto prostory obsluhuje celkem 18 výtahů, z toho 10 dvoupodlažních. Budovu navrhla společnost Kohn Pedersen Fox Associates pro firmu Heron International a její výstavba probíhala v letech 2008–2011.